# Бой при връх Кукла
Боят при връх Кукла е сражение между съединените чети на Върховния македоно-одрински комитет, начело с поручик Константин Настев и Вътрешната македоно-одринска революционна организация, начело със Спиро Петров и османски войски станало по време на Илинденско-Преображенското въстание на 4 септември 1903 година в Пирин.
Четата на Спиро Петров и поручик Константин Настев пренася оръжие от Банско за въстаниците в Мелнишко, но попада на турски аскер. Четниците водят еднодневен бой с увеличаващите се турски части. След привършване на амунициите четниците се изтеглят. Войводата Спиро Петров е обкръжен на заетата от него позиция и след като свършва патроните се самоубива. Днес местността се нарича от местните жители Спиров гроб. В сражението загиват и шестима четници на войводата Петров. Настев успява да се изтегли и продължава участието си в бойните действия.